# Alexandru Tișcă
Alexandru Tișcă (* 4. Januar 1985 in Bran, Kreis Brașov) ist ein rumänischer Biathlet.
Alexandru Tișcă ist Sportsoldat. Er lebt und trainiert in Moieciu. Sein Trainer ist Gheorghe Pelin, sein Verein ist CSAMB Predeal. 2000 begann er mit dem Biathlonsport. Seine einzigen internationalen Einsätze im Winter hatte der Rumäne 2005 im Biathlon-Europacup. In seinem ersten Sprint in Obertilliach wurde er 94., seinen zweiten Sprint in Rosenau beendete er als 74. Drei Jahre später feierte er seinen größten internationalen Erfolg. Bei den Sommerbiathlon-Weltmeisterschaften 2008 in Bansko gewann er mit Simona Crăciun, Réka Ferencz und Claudiu Suciu beim Mixed-Staffelwettbewerb hinter den Vertretungen aus Russland und Tschechien die Bronzemedaille. Weitere starke Leistungen im Sommerbiathlon folgten, so beim IBU-Sommercup 2009, wo er in Râșnov Drittplatzierter eines Sprints auf Rollski wurde.